# Карпушкін Олександр Вадимович
Олександр Вадимович Карпушкін (рос. Александр Вадимович Карпушкин; 18 вересня 1991, м. Москва, СРСР) — російський хокеїст, захисник. Виступає за «Динамо» (Балашиха) у Вищій хокейній лізі.
Вихованець хокейної школи «Динамо» (Москва). Виступав за МХК «Динамо», «Динамо» (Москва), ХК «Шериф», «Динамо» (Балашиха), ХК МВД (МХЛ).
У складі юніорської збірної Росії учасник чемпіонату світу 2009.
Досягнення
- Срібний призер юніорського чемпіонату світу (2009).